# Evangelisch-Lutherische Kirche Meinsen

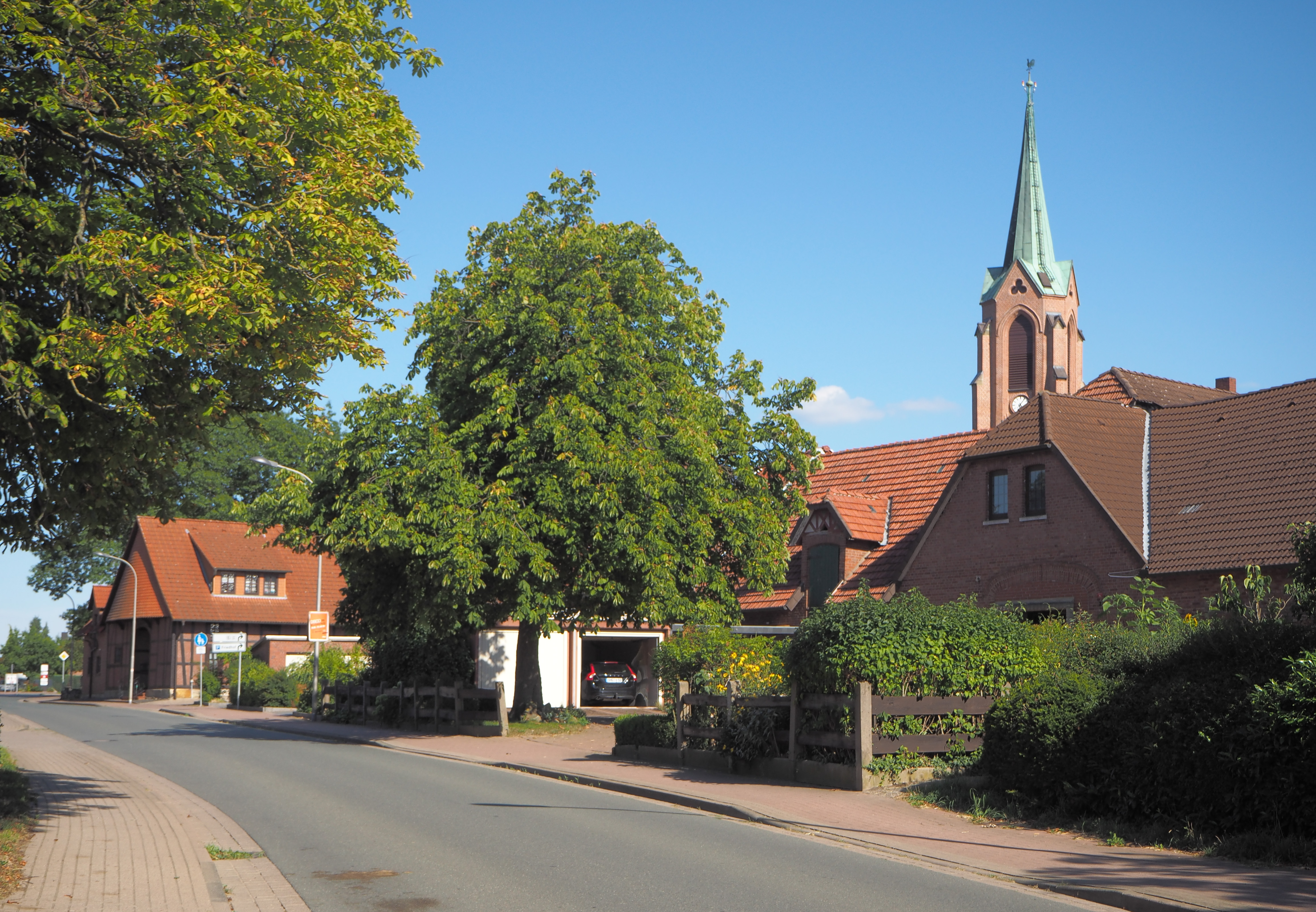
Meinser Straße mit Blick auf den neugotischen Kirchturm in Meinsen

Die Evangelisch-Lutherische Kirche Meinsen ist die Evangelisch-Lutherische Kirchen in Meinsen-Warber, einem Ortsteil der Stadt Bückeburg im niedersächsischen Landkreis Schaumburg. Sie gehört der Evangelisch-Lutherischen Landeskirche Schaumburg-Lippe an.

## Kirche
Die Ersterwähnung der Kirche in Meinsen erfolgte 1181, als diese auf Veranlassung von Bischof Anno von Minden dem Stift Obernkirchen unterstellt wurde. 1504 wurde sie durch einen spätgotischen Neubau ersetzt. Ab 1876 erstand der heutige Neubau von Wilhelm Richard, der 1878 seine Weihe erhielt. Bei diesem handelt es sich um eine im Stil der norddeutschen Backsteingotik der Hannoverschen Architekturschule in Sichtziegelbauweise errichtete dreischiffige Basilika mit Querhaus, polygonalem Chorschluss und vorgestelltem Turm mit achtseitigem Helmaufsatz. Der Obergaden des Schiffs wird von einem offenen Strebewerk gestützt, die niedrigen Seitenschiffe weisen kleine paarige Spitzbogenfenster auf. Das Kircheninnere überdeckt ein Kreuzrippengewölbe, in den Querarmen sind Emporen eingebaut.